# ليك لوزيرن (نيويورك)
ليك لوزيرن (بالإنجليزية: Lake Luzerne, New York)‏ هي بلدة أمريكية تقع في الولايات المتحدة في مقاطعة وارين، نيويورك. يقدر عدد سكانها بـ 3,219 نسمة ومساحتها 140.0 كم2 وترتفع عن سطح البحر 363 متر.